# Buscemi (Italië)
Buscemi is een gemeente in de Italiaanse provincie Syracuse (regio Sicilië) en telt 1147 inwoners (01/01/2011). De oppervlakte bedraagt 51,57 km², de bevolkingsdichtheid is 22 inwoners per km².

## Geografie
De gemeente ligt op ongeveer 761 m boven zeeniveau.
Buscemi grenst aan de volgende gemeenten: Buccheri, Cassaro, Ferla, Giarratana (RG), Modica (RG), Palazzolo Acreide.

## Externe link

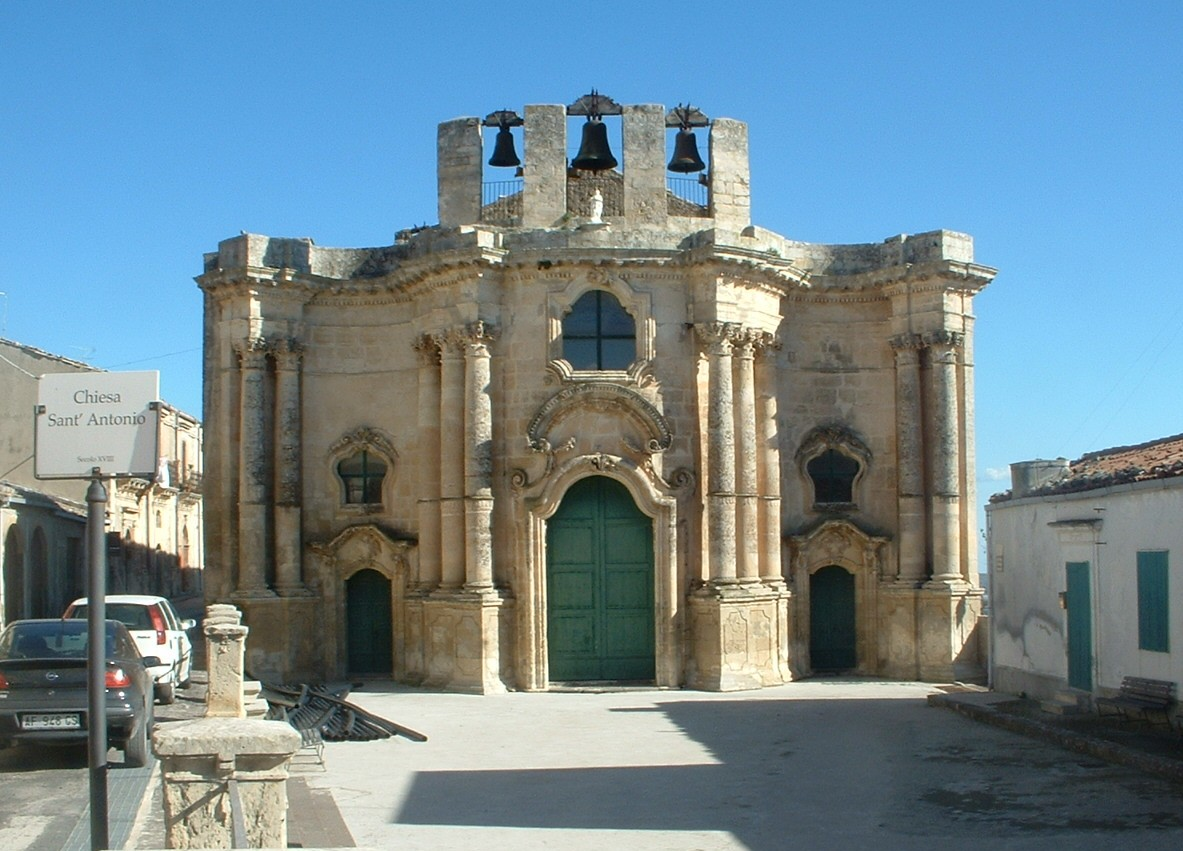
Kerk